# دین در هند

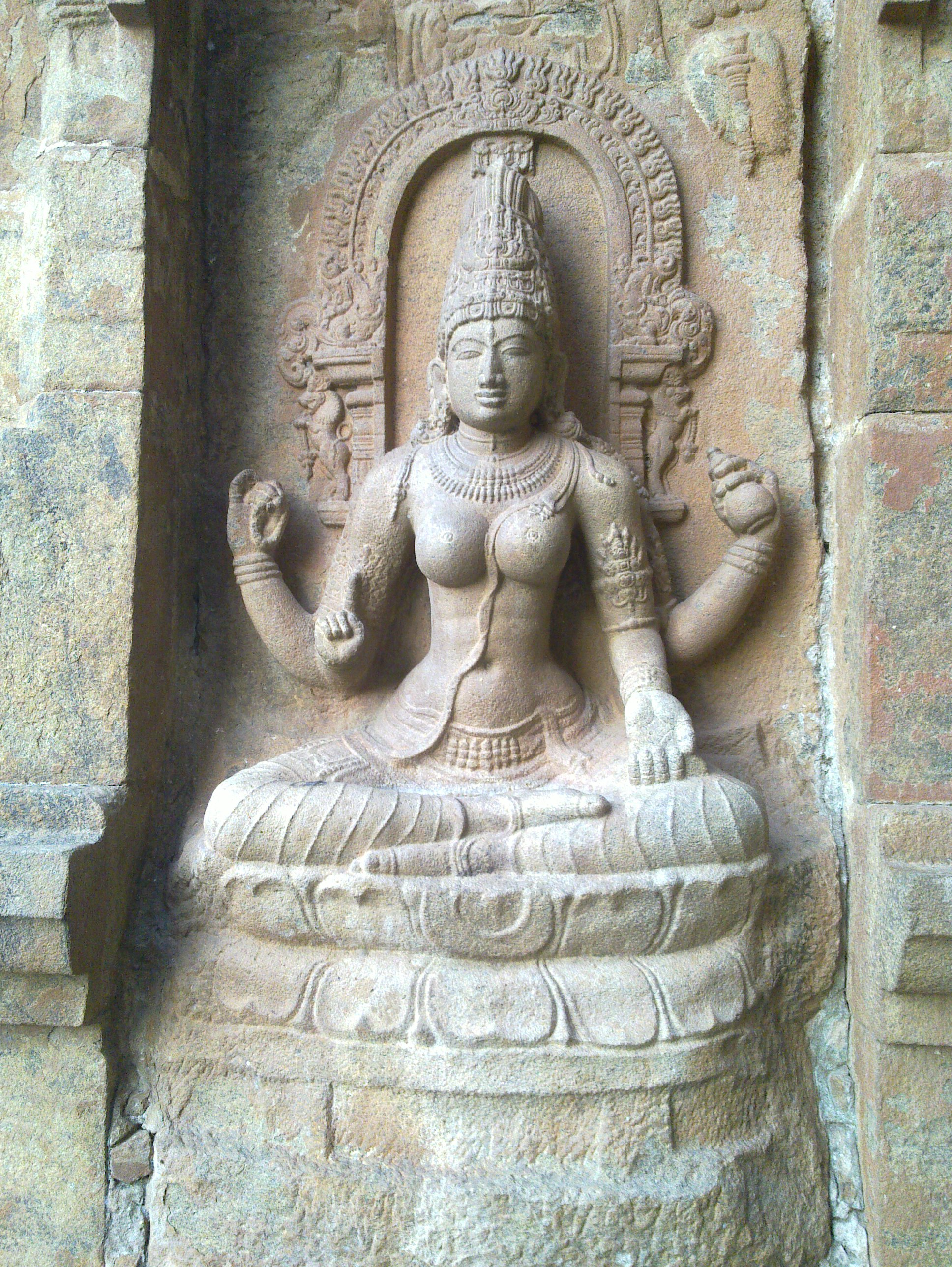
مجسمه سنگی سرسوتی (الهه هنر و دانش هندو در تامیل نادو که به عنوان میراث جهانی یونسکو ثبت شده‌است.

دین در هند با تنوع باورها و شیوه‌های مختلف مذهبی مشخص می‌شود. هند یک دولت سکولار است که دین رسمی ندارد. شبه‌قاره هند محل تولد چهار گروه از ادیان بزرگ جهان یعنی هندوئیسم، آیین بودایی، جین و سیک است. در طول تاریخ هند، دین بخش مهمی از فرهنگ کشور بوده‌است. تنوع مذهبی و تحمل بالای دینی، هر دو در کشور توسط قانون پشتیبانی می‌شود.
شمال غربی هند مرکز یکی از قدیمی‌ترین تمدن‌های جهان یعنی تمدن دره سند است. امروزه هند خانه بیش از ۹۰٪ از جمعیت هندوی جهان می‌باشد. بسیاری از زیارتگاه‌ها و معابد هندو در هندوستان واقع است و همچنین محل تولد بیشتر مقدسین هندوستان می‌باشد. الله‌آباد میزبان بزرگترین زیارتگاه مذهبی در جهان کوم میلا است جایی که هندوها از سراسر جهان با یکدیگر برای شستشوی مقدس در سه رود مقدس گنگ و جمنا و ساراسواتی گرد هم می‌آیند. دیاسپورای هند در غرب بسیاری از جنبه‌های فلسفه هندو را از جمله یوگا، مدیتیشن، آیورودا، طالع‌بینی، کارما و تناسخ را تبلیغ می‌کند و گسترش می‌دهد. تأثیر ادیان هند در سراسر جهان قابل توجه است. چندین سازمان بر اساس تعالیم هندی، مانند انجمن بین‌المللی آگاهی کریشنا، برهما کوماری، آناند مارگا و دیگران، اعتقادات و شیوه‌های روحانی هندی را گسترش داده‌اند.
طبق سرشماری سال ۲۰۱۱، ۷۹٫۸ درصد از جمعیت هند را هندوئیسم تشکیل می‌دهند و ۱۴٫۲ در صد از مردم به اسلام گرایش پیدا کرده‌اند، در حالی که ۶٪ باقی مانده به ادیان دیگر نظیر مسیحیت، سیکیسم، بودیسم، جینیسم و مذاهب مختلف بومی دیگر عقیده دارند. مسیحیت سومین دین از لحاظ جمعیتی در هند می‌باشد. هند همچنین بزرگترین جمعیت زرتشتیان را دارد و با اینکه از ادیان بومی هند نیستند، مزدیسنا و یهودیت پیشینه تاریخی در این کشور دارند. بسیاری از ادیان دیگر جهان هم با معنویت هندی ارتباط دارند مانند دین بهایی که بودا و کریشنا را به عنوان نشانه‌های خداوند متعال شناخته‌است.

## آمارها
| مذهب       | جمعیت % ۱۹۵۱ | جمعیت % ۱۹۶۱ | جمعیت % ۱۹۷۱ | جمعیت % ۱۹۸۱ | جمعیت % ۱۹۹۱ | جمعیت % ۲۰۰۱ | جمعیت % ۲۰۱۱ |
| ---------- | ------------ | ------------ | ------------ | ------------ | ------------ | ------------ | ------------ |
| هندوئیسم   | ۸۴٫۱٪        | ۸۳٫۴۵٪       | ۸۲٫۷۳٪       | ۸۲٫۳۰٪       | ۸۱٫۵۳٪       | ۸۰٫۴۶٪       | ۷۹٫۸۰٪       |
| اسلام      | ۹٫۸٪         | ۱۰٫۶۹٪       | ۱۱٫۲۱٪       | ۱۱٫۷۵٪       | ۱۲٫۶۱٪       | ۱۳٫۴۳٪       | ۱۴٫۲۳٪       |
| مسیحیت     | ۲٫۳۰٪        | ۲٫۴۴٪        | ۲٫۶۰٪        | ۲٫۴۴٪        | ۲٫۳۲٪        | ۲٫۳۴٪        | ۲٫۳۰٪        |
| سیکیسم     | ۱٫۷۹٪        | ۱٫۷۹٪        | ۱٫۸۹٪        | ۱٫۹۲٪        | ۱٫۹۴٪        | ۱٫۸۷٪        | ۱٫۷۲٪        |
| بودیسم     | ۰٫۷۴٪        | ۰٫۷۴٪        | ۰٫۷۰٪        | ۰٫۷۰٪        | ۰٫۷۷٪        | ۰٫۷۷٪        | ۰٫۷۰٪        |
| جینیسم     | ۰٫۴۶٪        | ۰٫۴۶٪        | ۰٫۴۸٪        | ۰٫۴۷٪        | ۰٫۴۰٪        | ۰٫۴۱٪        | ۰٫۳۷٪        |
| زرتشتی     | ۰٫۱۳٪        | ۰٫۰۹٪        | ۰٫۰۹٪        | ۰٫۰۹٪        | ۰٫۰۸٪        | ۰٫۰۶٪        | شمارش نشده   |
| دیگر ادیان | ۰٫۴۳٪        | ۰٫۴۳٪        | ۰٫۴۱٪        | ۰٫۴۲٪        | ۰٫۴۴٪        | ۰٫۷۲٪        | ۰٫۹٪         |